# Жемайтское наречие
Жемайтское наречие (иногда рассматриваемое как отдельный язык, самоназвание — Žemaitiu kalba) — одно из двух наречий литовского языка (второе — аукштайтское). Распространено в Жемайтии (северо-западная часть Литвы).

## Терминология
Выражение «жемайтский язык» (диалект/наречие) может обозначать три разных понятия:
- язык древнего балтийского племени жмудь (жемайты), близкий языку земгалов и аукштайтов;
- современное жемайтское наречие литовского языка, развившееся из языка жмуди под сильным адстратным влиянием аукштайтского и субстратным — куршского языков;
- «жемайтский язык» (в русскоязычной литературе до сер. XX века — «жмудский язык») — т. н. средний вариант старого литовского литературного языка, сформировавшийся на востоке Жемайтии (отсюда название) с центром в Кедайняе, но на основе шяуляйских говоров западноаукштайтского диалекта аукштайтского наречия. Использовался в XVI—XIX веках.

## Название
- Варианты русского названия: жемайтийское, нижнелитовское, жмудинское, жемайтское, самогитское, жмудское, жямайтское, жемойтское.
- Варианты самоназвания: žemaitėška, žemaitiu ruoda/kalba.
- Название по-литовски: žemaičių kalba/ tarmė, žemaitiškai.

## Распространение
Современное жемайтское наречие занимает западную часть исторической области Жемайтия на крайнем западе Литвы.

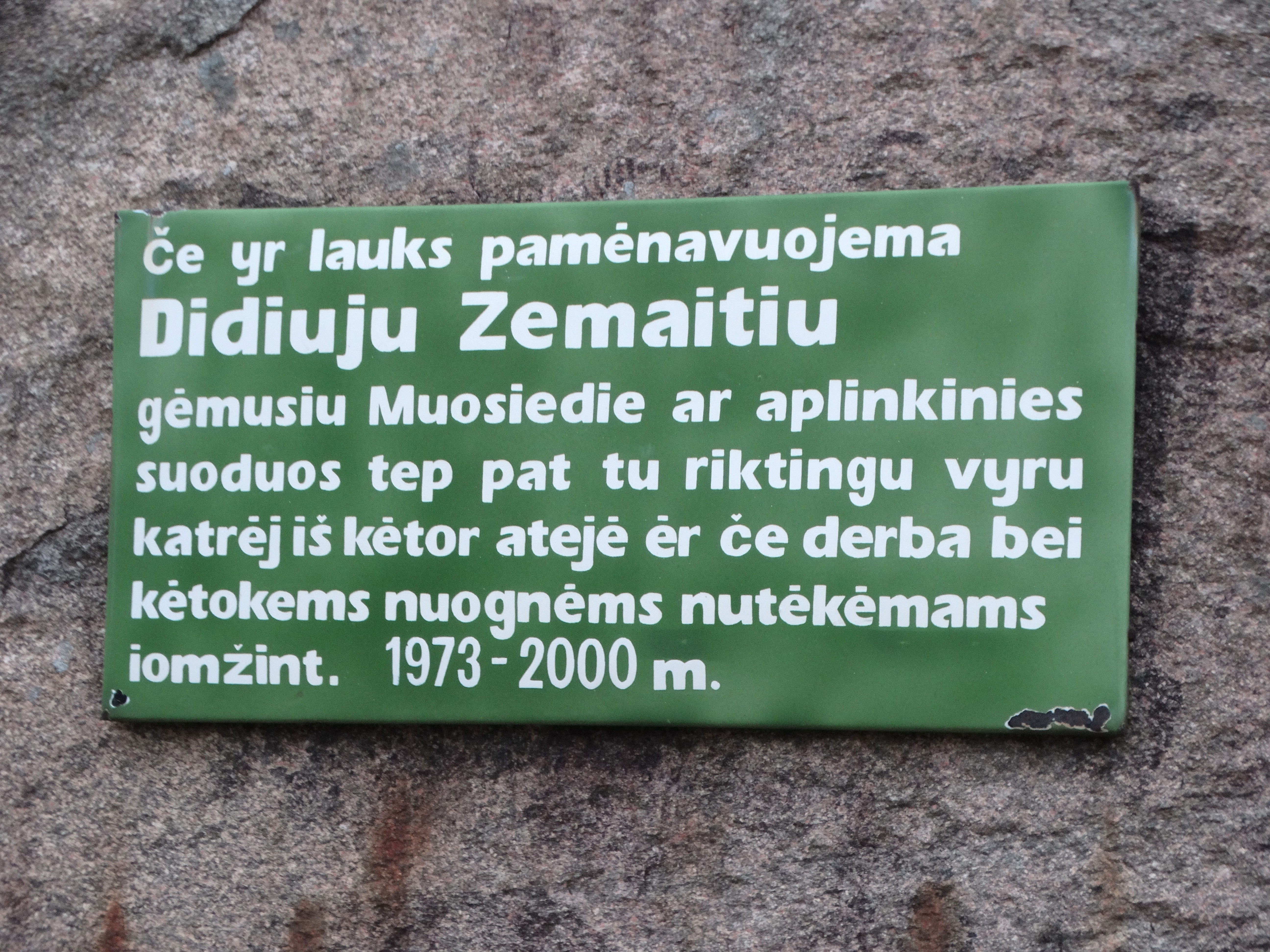
Мемориальная доска на жемайтском наречии в Скуодасском районе Литвы

## Современное положение
На жемайтском диалекте ведётся радиовещание, с 1993 года выходит журнал «Žemaičių žemė» («Žemaitiu žemė», «Жемайтская земля»), издаваемый Жемайтской культурной ассоциацией (создана в 1988 году).
С 1997 года жемайтский диалект — «признанный» язык Жемайтии, существует движение за предоставление ему статуса официального языка, при этом бо́льшая часть жемайтов в настоящее время говорит на литовском литературном языке.

## История
Язык древней жмуди (жмудский, старожемайтский) был одним из близкородственных наречий ранне-восточнобалтийского кластера. Внутри него он был изначально более близок земгальскому и до начала XIII века развивался относительно самостоятельно. Затем после разделения сфер влияния в Прибалтике между тевтонскими рыцарями и Великим княжеством Литовским он попадает в сферу влияния аукштайтского (собственно литовского) языка. К концу XV века жмудь вытеснила или ассимилировала южных куршей (их язык был, видимо, западнобалтийским), а к концу XIV — началу XV веков — южных земгалов. После вхождения в состав Великого княжества Литовского жмудский испытал значительное влияние раннеаукштайтского языка (восточных) литовцев.
Согласно иной точке зрения, современное жемайтское наречие развилось из языка аукштайтов, заселивших бывшие куршские земли, под сильным влиянием куршского языка. При такой трактовке остаётся неясным, что произошло с языком древней жмуди.
Хотя в XIX веке Жемайтия стала центром литовского культурного возрождения, на собственно жемайтском наречии почти ничего не издавалось. Были изданы несколько литературных произведений (поэма «Бирута» С. Валюнаса Silvestras Valiūnas — 1829 г.; «Шесть сказок» С. Станявичюса Simonas Stanevičius — 1829 г.; «Обычаи древней Верхней Литвы и Жемайтии» С. Даукантаса — 1854 г. и др.). В первой половине XX века разработана жемайтская письменность, основанная на латинской графике.

## Диалекты

Карта диалектов жемайтского наречия
западножемайтский диалект
кретингские говоры
тельшяйские говоры
варняйские говоры
расейняйские говоры

Основным фонетическим критерием отличия жемайтских диалектов от аукштайтских является различное развитие дифтонгов /uo/, /ie/. В зависимости от вариантов такого развития в жемайтском наречии выделяются три диалекта: южный, северный и западный. Особенности диалектов:
- южножемайтский (лит. pietų žemaičių): [i·] соответствует аукштайтскому /ie/; [u·] соответствует аукштайтскому /uo/: [p’í·ns] ‛молоко’ (лит. píenas [p’íenas]), [dú·na] ‛хлеб’ (лит. dúona [dúona]); делится на варняйские и расейняйские говоры. Распространён на территории древней жмуди.
- северножемайтский (лит. šiaurės žemaičių patarmė): [ẹi] и [ọu]: [pệins] ‛молоко’, [dộuna] ‛хлеб’; делится на кретингские и тельшяйские говоры. Распространён на бывшей куршской территории.
- западножемайтский (клайпедский, мемельский; лит. vakarų žemaičių patarmė): [ẹ] и [o]: [pệins] ‛молоко’, [dôna] ‛хлеб’. Практически исчез. Был распространён на западе бывшего Мемельского (Клайпедского) края (Memelland), до 1923 года входившего в состав Восточной Пруссии (Клайпеда (Мемель)… Шилуте); а также в северо-западном углу бывшей Восточной Пруссии (современная Калининградская область): Karklė (Мысовка, Karkeln)… Nemanynas (Головкино, Nemonien). В 1945 году бо́льшая часть носителей эвакуирована в Германию, где постепенно язык был забыт. Часть носителей этого диалекта составляли этническую группу мемельландеров [литовоязычные протестанты Клайпедского (Мемельского) края]. Образовался в результате заселения жемайтами земель скальвов в составе Восточной Пруссии.

В соответствии с особенностями произношения слова «хлеб» (лит. dúona) носители трех этих диалектов традиционно именуются соответственно ду́нининки (Dūnininkai), до́унининки (Dounininkai) и до́нининки (Donininkai).

## Лингвистическая характеристика

### Фонетика
Другой фонетический критерий, отличающий жемайтские диалекты от аукштайтских, касается консонантизма: вместо лит. /č’/, /dž’/ (из пралитовского *-tja, *-dja) здесь появляются [t], [d]: [jáute·] (им. п. мн. ч.) ‛быки’ (лит. jáučiai [jǽ.Uč’æJ]); [mèdems] (дат. п. мн. ч.) ‛деревьям’ (лит. mẽdžiams [m’æˉ˜dž’æms]). Это самая древняя изоглосса, отделяющая жемайтское наречие от аукштайтского — так называемый «жемайтский звуковой закон» («закон аффрикат»).
Характерными для жемайтских диалектов и говоров являются также следующие фонетические особенности:
1. [ie] и [uo] соответствуют литературным гласным среднего подъема переднего и заднего рядов /ē/ и /ō/: [d’îet’ẹ] ‛класть’ (лит. deti [d’ét’i]), [kûojẹ] ‛нога’ (лит. kója [kṓja]);
2. регрессивная ассимиляция гласных по подъему: [ē] — лит. /i/, [ọ.] — лит. /u/: [lēktẹ] ‛остаться’ (лит. lìkti [l’ìk’t’i]), [bọ.va] (3 л. ед. и мн. ч. прош. вр.) ‛был’ (лит. bùvo [bùvō]);
3. монофтонгизация дифтонгов /ai/ и /εi/: [dâ·kc] ‛вещь’ (лит. dáiktas [dá.iktas]), [rẽ·kals] ‛дело’ (лит. reĩkalas [r’εĩ*.kalas]);
4. присутствие гласных верхнего подъема [i] и [u] (из исконных долгих *ī и *ū) в безударных слогах наряду с гласными среднего подъема [ẹ] и [ọ] (из исконно кратких *i и *u) (в литературном языке результат сокращения долгих *ī и *ū не отличается от исконно кратких *i и *u): [àkẹ`s] (им. п. ед. ч.) ‛глаз’ (лит. akìs [ak’ìs] < *akis), [àkìs] (вин. п. мн. ч.) (лит. akìs [ak’ìs] < *akīs < *akins);
5. частичная сохранность носовых призвуков в рефлексах исконных сочетаний типа «гласный + n» перед щелевыми или в конце слова: [ta·n] (вин. п. ед. ч.) ‛того/той’ (лит. tą˜ [tā˜]), [káncti] ‛кусать’ (лит. ką´sti [kás’t’i]);
6. изменения качества гласного в сочетаниях [an] и [εn]: [lọnks] ‛окно’ (лит. lángas [lá.ŋgas]), [lẹ´nks] ‛поляк’ (лит. lénkas [l’έ.ŋkas]);
7. появление долгого гласного среднего подъема или дифтонга вместо носо-вых гласных, образованных из сочетаний *an, *en: [žọ˜.s’ẹ`s] или [žọ˜us’ẹ`s] ‛гусь’ (лит. žąsìs [žās’ìs]), [sprệ·st’] или [sprệistẹ] ‛решать’ (лит. sprę´sti [s’p’r’és’t’i]);
8. передвижение ударения влево от исконного ударного (обычно на первый слог): šàkà ‛ветка’ — лит. šakà, pàvažà ‛полоз’ — лит. pavažà; иногда сохраняется второстепенное ударение; эта тенденция усиливается с продвижением на север;
9. сильная тенденция к выпадению или сокращению гласных в конечных слогах: [vi·rs] ‛мужчина’ (лит. výras [v’íras]), [a·kis] ‛глаза́’ (лит. ãkys [ā˜k’īs]), [že·me] или [že·mẹ] или [že·mi] ‛земля’ (лит. žẽmė [ž’æˉ´m’ē]); особенно сильно эта тенденция проявляется в северожемайтских говорах;
10. в дифтонгах с восходящей интонацией aĩ, aũ, eĩ, uĩ и в дифтонгических сочетаниях a, e, u, i + r˜, l, m˜, ñ первый элемент произносится как долгий или полудолгий: [ã·ulas] или [ã.ũ.las] ‛голенище’;
11. имеются акутовые личные окончания глаголов: [sọkâu] ‛я крутил’ (лит. sukáu), [sọkâ] ‛ты крутил’ (лит. sukaĩ), [vedê] ‛ты вёл’ (лит. vedeĩ);
12. отсутствует ассимиляция согласных по мягкости и их смягчение перед гласными переднего ряда, что связано с влиянием немецкого языка.

### Морфология
В области морфологии жемайтское наречие отличается от литературного языка рядом инноваций:
1. отдельное склонение прилагательных u-основ было ассимилировано другими классами склонений;
2. глаголы, которые в аукштайтском имеют основу настоящего времени на -i-, были ассимилированы с тематическим классом с настоящим временем на -а-: tìkam ‛(мы) верим’ (лит. tìkime);
3. вместо специальной формы прошедшего многократного времени на -dav- используется конструкция с инфинитивом и вспомогательным глаголом liuob(ė)ti, букв. ‛многократно действовал’: liúobu rašýti ‛(я часто) писал’ (лит. rašýdavau), liúobi rašýti ‛(ты часто) писал’ (лит. rašýdavai);
4. сохранены архаичные черты: последовательно употребляется двойственное число как в системе склонения, так и в системе спряжения (Тельшяй, Кретинга, Клайпеда): dọ geroụjo vírọ ‛два хороших мужчины’, skaĩtova ‛мы вдвоем читаем’.